# 蘭弗朗克

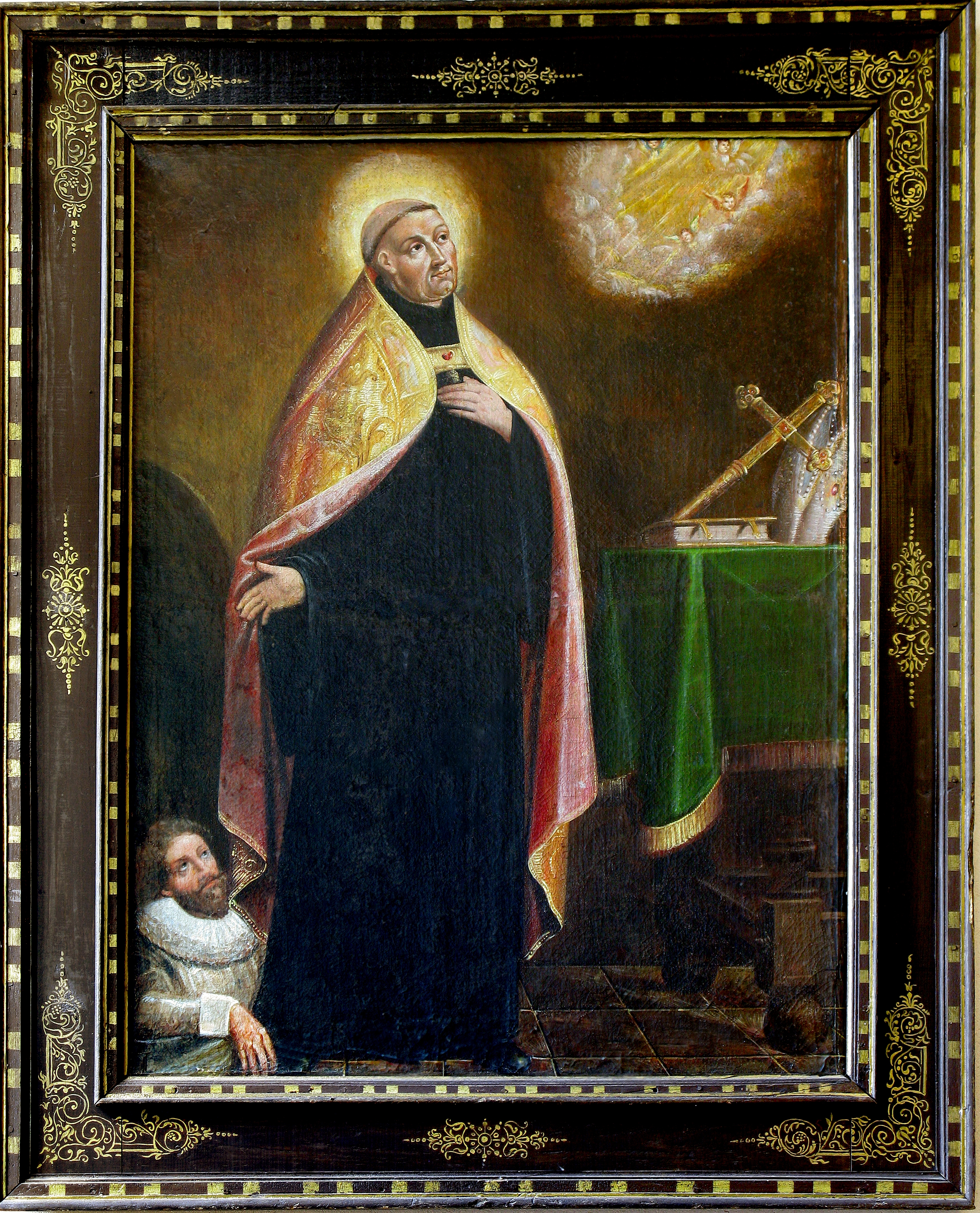
蘭弗朗克

蘭弗朗克（英語：Lanfranc，1005年？月？日—1089年5月28日），生於義大利帕維亞，為倫巴底人，天主教神父，曾任坎特伯雷大主教。

## 生平
蘭弗朗生於義大利，原先在北義大利接受人文教育。但因為不明原因，他決定越過阿爾卑斯山，至法國與諾曼第求學。在1039年前後，他成為阿夫朗什（Avranches）教會學校的教師。1042年，他加入新成立的貝克修道院（Bec Abbey），並在此靜修，直到1045年之前，都過著隱居的生活。
修道院長伊爾林（Herluin）要求他在修道院之中為修士開設課程。